# Leehom Wang

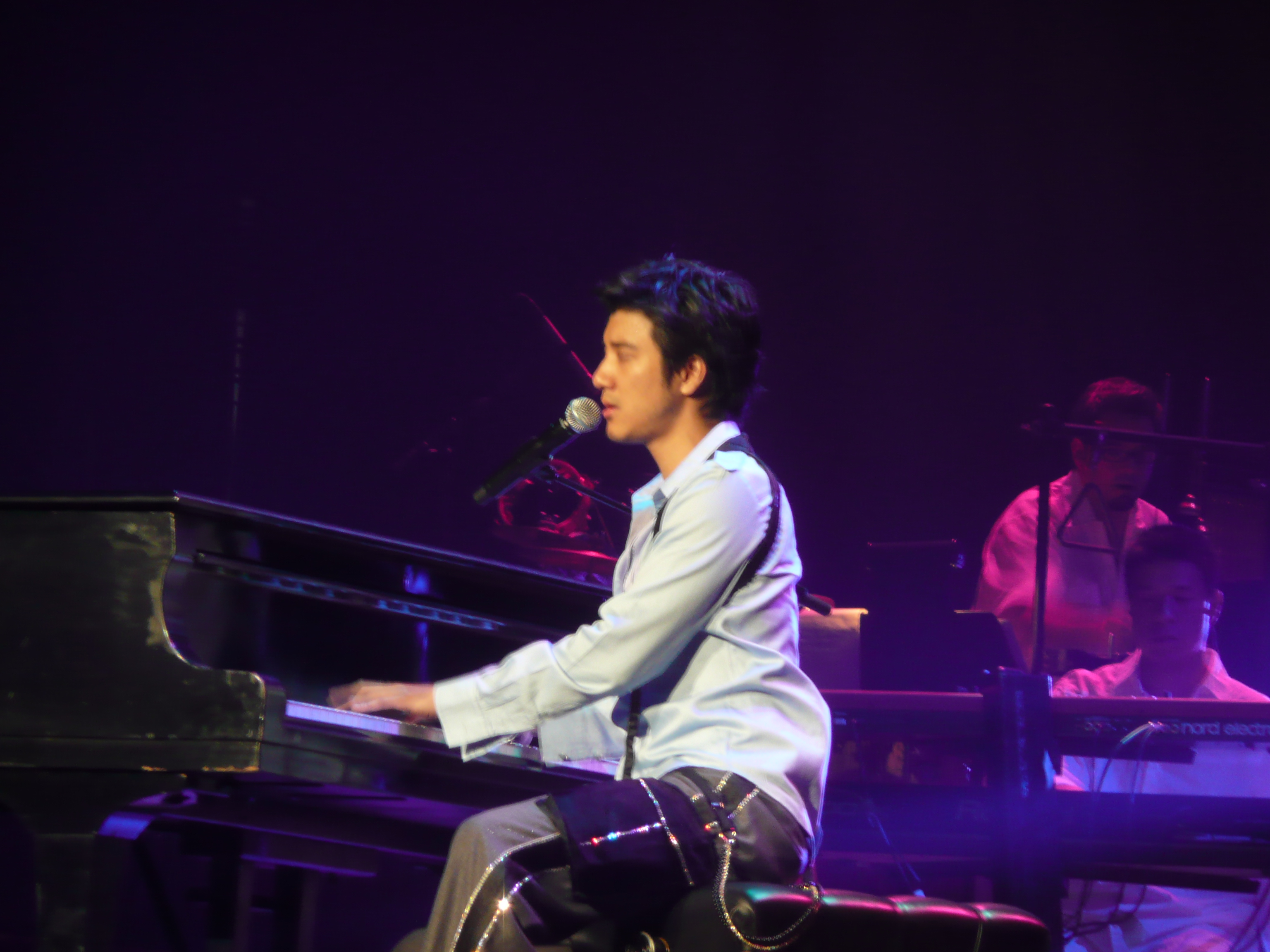
Leehom Wang během vánočního koncertu v Las Vegas, 2007

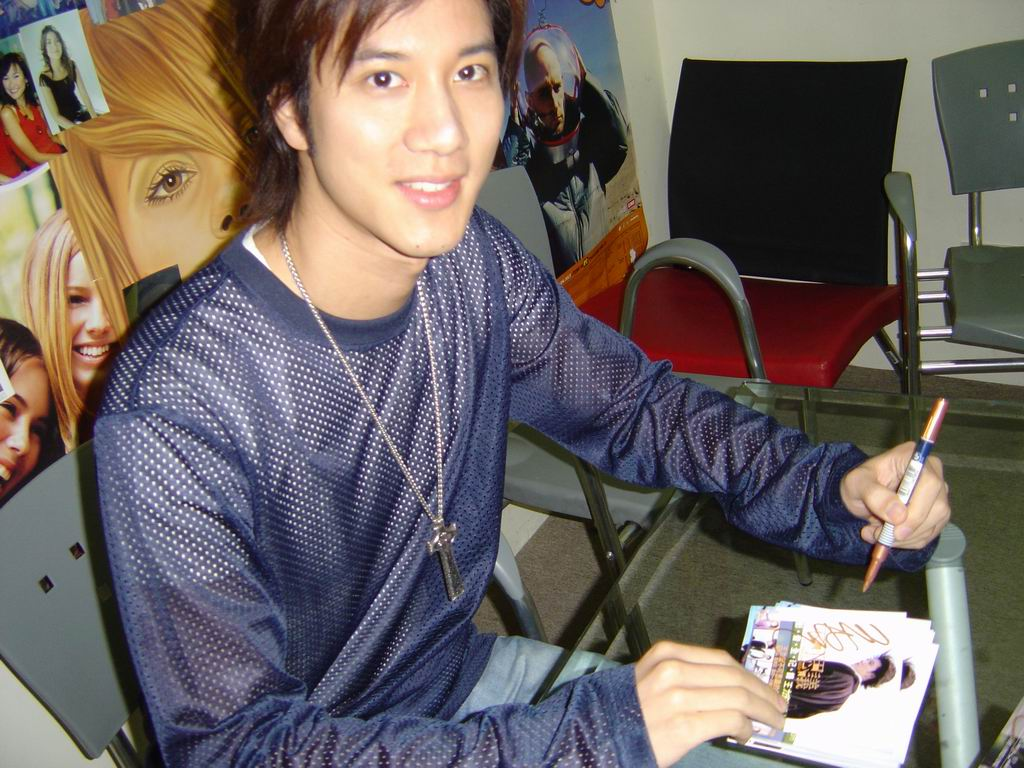
Leehom Wang v roce 2004

Alexander Leehom Wang, Wang Lee-Hom (čínština: 王力宏, pinyin: Wáng Lìhóng; * 17. května 1976, Rochester) je americký hudebník, hudební producent, herec a filmový režisér čínského původu.
Narodil se do rodiny tchajwanských imigrantů. Od dětství se zajímal o hudbu a bral hodiny hry na různé nástroje. V rodném Rochesteru dokončil konzervatoř Eastman, a posléze pokračoval v hudebním vzdělávání na Williams College a Berklee College of Music. Profesní kariéru započal albem Qíngdí Bèiduōfēn (Love Rival, Beethoven) během pobytu na Tchaj-wanu v roce 1995. Až se uplatnil v zemi předků, získal mezinárodní popularitu vydáním v roce 2001 svého osmého alba, Wéiyī (The One and Only), které jen v samotné Asii prodalo přes milion kusů. Doposud byly vydány celkem 24 Wangova alba, v tom 14 studijních, šest kompilačních a čtyři koncertní.
Wangova tvorba se vyznačuje slohovou pestrostí. Nejčastěji je řazen mezi c-popové umělce, což je pojem zahrnující prvky mnoha žánrů, od danceové hudby přes rhythm and blues a rock až po hip-hopové skladby. Navíc vytvořil vlastní styl označován jako chinked-out, který spojuje soudobou populární hudbu s čínskou tradicí, jako je pekingská opera, kchun-čchü nebo tibetský a jün-nanský foklor, s využitím tradičních čínských nástrojů, jako třeba guženg, kučchin a erchu.
Jako herec účinkoval ve třinácti filmech. K nejznámějším rolím patří ty v Touha, opatrnost od Anga Leeho (2007) a Malém velkém bojovníku od Shenga Dinga (2010). V roce 2010 se také objevil v hlavní roli sebou napsané a režírované romantické komedie Liàn ài tōng gào (Love in Disguise).
Wang patří mezi nejpopulárnější dálněvýchodní celebrity. Byl reklamní tváří početných značek, jako např. Coca-Cola, McDonald's nebo Hyundai. Angažuje se v charitní činnosti – důležitá byla jeho finanční podpora pro oběti sečuánského zemětřesení (2008) a tchajwanského tajfunu Morakot (2009), roku 2003 složil charitativní singl Shǒu qiān shǒu (Hand in Hand), jehož účelem byla pomoc nemocným SARS, a také spolupracuje s organizací na pomoc dětem World Vision. Je známý jako ekologický aktivista – vydané v roce 2007 album Gǎibìan Zìjǐ (Change Me) věnoval právě otázce ochrany životního prostředí. Během olympijských her v Pekingu (2008) byl v olympijské štafetě, zúčastnil se závěrečného ceremoniálu, a jeho píseň Tóng yīgè shìjiè, Tóng yīgè mèngxiǎng (One World, One Dream) patřila k doprovázejícím písním olympiády.

## Diskografie
Studijní alba:
- 1995: Qíngdí Bèiduōfēn (情敵貝多芬; Love Rival, Beethoven)
- 1996: Rúguǒ Nǐ Tīngjiàn Wǒ De Gē (如果你聽見我的歌; If You Heard My Song)
- 1996: Hǎo Xiǎng Nǐ (好想你, Missing You)
- 1997: Bái Zhǐ (白紙, White Paper)
- 1998: Gōng Zhuàn Zì Zhuǎn (公轉自轉; Revolution)
- 1999: Bù Kěnéng Cuòguò Nǐ (不可能錯過你; Impossible To Miss You)
- 2000: Yǒngyuǎn De Dì Yī Tiān (永遠的第一天; Forever's First Day)
- 2001: Wéiyī (唯一; The One and Only)
- 2003: Bùkěsīyì (不可思議; Unbelievable)
- 2004: Xīnzhōng De Rìyuè (心中的日月; Shangri-La)
- 2005: Gàishì Yīngxióng (蓋世英雄; Heroes of Earth)
- 2007: Gǎibiàn Zìjǐ (改變自己; Change Me)
- 2008: Xīntiào (心跳; Heart Beat)
- 2010: Shíbā Bān Wǔyì (十八般武藝; The 18 Martial Arts)

Kompilační alba:
- 1998: Hǎo Lìhóng Jīng Xuǎn (好力宏精選; Good Lee Hom Compilation)
- 2001: Wáng Lìhóng Chuàng Shìjì (王力宏創世紀; Leehom Music Century)
- 2002: Wáng Lìhóng De Yīnyuè Jìnhuàlùn (王力宏的音樂進化論; Evolution - New & Best Selection)
- 2003: The Only One
- 2004: Hear My Voice
- 2011: Wáng Lìhóng Huǒlì Quán Kāi (王力宏 火力全開; Open Fire)